# Saraburi
Saraburi (tajski: สระบุรี) – miasto w środkowej Tajlandii, nad rzeką Pa Sak, ośrodek administracyjny prowincji Saraburi. Około 85 tys. mieszkańców.